# 28299 Kanghaoyan
28299 Kanghaoyan è un asteroide della fascia principale. Scoperto nel 1999, presenta un'orbita caratterizzata da un semiasse maggiore pari a 2,2514036 UA e da un'eccentricità di 0,1247787, inclinata di 4,22397° rispetto all'eclittica.